# Malgrat de Mar
Malgrat de Mar è un comune della provincia di Barcellona, in Spagna, di 19.923 abitanti. Sorge nella comunità autonoma della Catalogna.

## Geografia fisica

### Territorio
Malgrat de Mar è l'ultimo comune della provincia di Barcellona nella linea del mare; appartiene alla regione del Maresme, situata a nord della provincia di Barcellona. Il fiume di Tordera traccia il confine con la vicina foresta, già nella provincia di Gerona. Ha una spiaggia di circa 7 chilometri dalla sabbia pulita, ed offre numerosi hotel di alta qualità e svariati camping.
Nel suo centro storico è da ricordare la chiesa di Sant Nicolau, con la facciata della torretta neoclassica in stile ottagonale, conosciuta come la cattedrale del litorale. Inoltre sono presenti costruzioni medioevali e di stile moderno.
Il castello è circondato da un parco dal panorama magnifico sulla città.

### Clima
La città è situata fra 3 o 4 metri di altezza sul livello del mare e gode di un clima mediterraneo.

## Società

### Evoluzione demografica
Lo sviluppo del comune ha avuto luogo molto velocemente durante gli ultimi 40 anni, con un aumento progressivo della popolazione, visto che nel 1958 aveva una popolazione di circa 3.500 abitanti, mentre nel 2006 la sua popolazione era di 19.923 abitanti al 1º gennaio, con una densità di 2538.54 abitanti al chilometro quadrato.
Prima era maggiore la popolazione femminile, mentre a partire dal 2002 ha cominciato a predominare la popolazione maschile, con una differenza che era di 200 persone nel 2006 (10.064 uomini e 9.858 donne). Il motivo di questa differenza si deve allo sviluppo della popolazione dei giovani.

## Storia
Malgrat de Mar è nato tra i secoli XIII e XIV come un piccolo paese dal nome Vilanova de Palafolls. Il toponimo moderno deriva dalla città che è vicino al mare.
Dal secolo XIV, Malgrat de Mar è stato riconosciuto come un nucleo culturale, artistico e sociale eccezionale.